# جسر أغانا الإسباني
جسر أغانا الإسباني (بالإنجليزية: Agana Spanish Bridge)‏ هو جسر قوسي حجري بني عام 1800 في هاغاتنيا في غوام (المعروفة سابقاً باسم أغانا) خلال إدارة الحاكم الإسباني مانويل مورو.
وهو الجسر الإسباني الوحيد المتبقى في هاغوتنيا عاصمة إقليم غوام التابع للولايات المتحدة.
وقد أدرج في السجل الوطني للأماكن التاريخية عام 1974.